# Viceværten
Viceværten (De Huisbewaarder) is een Deense drama-/fantasyfilm uit 2012 geregisseerd door theaterregisseuse Katrine Wiedemann. De film werd ook uitbracht onder de Engelstalige titel A Caretaker's Tale.

## Verhaal
Per (Lars Mikkelsen) is een verbitterde, misogyne huisbewaarder. Zijn vrouw is bij hem weg, zijn zoon is aan de drugs en hij heeft overal pijntjes. Zijn vrije tijd brengt hij al bier drinkend door met buurman Viborg (Nicolaj Kopernikus). Op een dag vindt hij een mysterieuze naakte jonge vrouw (Julie Zangenberg) in een leeg appartement. Per weet niet goed wat hij met het meisje aan moet, ze kan niet praten, lopen of eten. Het enige wat ze doet is mysterieus lachen. Dan komen Per en zijn vrienden er achter wat de vrouw voor een gave heeft.

## Rolverdeling
| Acteur             | Personage  |
| ------------------ | ---------- |
| Lars Mikkelsen     | Per        |
| Julie Zangenberg   | Het meisje |
| Nicolaj Kopernikus | Viborg     |
| Ditte Gråbøl       | Britt      |
| Tommy Kenter       | Gregers    |